# GFC
GFC (sau Global Fighting Championship) este cea mai importantă promoție de kickbox din Orientul Mijlociu. A fost înființată de către prințul iranian Amir Shafipour în anul 2012. Celebrul luptător Badr Hari deține contract exclusiv cu Global FC.
Sebastian Ciobanu l-a întâlnit pe turcul Gökhan Saki pe 17 aprilie 2015 la GFC Fight Series 3 în Dubai, pierzând după trei runde la decizie unanimă într-o luptă care a fost pentru Fiul lui Dracula meciul carierei.
Un alt erou SUPERKOMBAT, Cătălin Moroșanu, îl va întâlni pe campionul Badr Hari în 2015 la GFC Fight Series 4 într-un meci eveniment.